# 韩家集镇
韩家集镇，是中华人民共和国甘肃省白银市会宁县下辖的一个乡镇级行政单位。
2016年6月8日，甘肃省民政厅批复同意撤销韩家集乡，设立韩家集镇。

## 行政区划
韩家集镇下辖以下地区：
云台山村、苟家岘村、谷地场村、东西坡村、袁家咀村、袁家坪村、周家湾村和韩家集村。

## 名人
- 馬千齡
- 馬福祿